# Aglaia costata
Aglaia costata é uma espécie de planta na família Meliaceae. É endêmica das Filipinas.